# Mastafive
Mastafive, pseudonimo di Johnny Andrea Mastrocinque, detto anche Jhonny Masta5 (Poirino, 12 maggio 1976), è un disc jockey, beatmaker e rapper italiano, conosciuto soprattutto per la sua militanza nel gruppo Gatekeepaz. Per produzioni di musica elettronica è solito utilizzare gli pseudonimi di Jhanasky o Elektromasta. Agli inizi della sua carriera si faceva chiamare "Lancetta", successivamente cambiato in Mastafive sotto consiglio di Maury B.

## Biografia
Inizia la sua attività musicale nel 1992 come beatmaker e rapper nel gruppo W.N. Squad ed allo stesso tempo: tastierista nel gruppo rock Deviazione, DJ di musica house e organizzatore di serate a tema. Dopo aver fatto anche il ballerino di break dance per due anni a Torino, con i sacrifici economici acquista il primo campionatore ed inizia a lavorare alla sua prima produzione per Gerstein, progetto ideato e curato da Maurizio Pustianaz, e la collaborazione si chiama S. Anthony Fire, disco di musica sperimentale pubblicato da Discordia Records, che riscuote un discreto successo in Germania.
Negli anni va comunque aumentando la passione per l'hip hop grazie all'ascolto di artisti quali Run-DMC, De La Soul, Beastie Boys, che uniti alla sua originalità gli schiudono le strade di un maggior successo: nel 1994 conosce Deal the Dihlyo, con cui cura le produzioni Custodi Del Segreto dei Gatekeepaz, e successivamente occupandosi delle produzioni per Rawl MC e collaborando all'album dei Gatekeepaz, tutti lavori per Undafunk Records.
Il nome Gatekeyz Prod.action torna sempre nei lavori di Mastafive, che nel 2003 pubblica per Zeus Records un EP di 4 tracce di sapore Jungle/Drum'n'Bass/Elettronica tra cui il brano Welcome Breaker, dedicato a The NextOne ed utilizzato in Gran Bretagna per coreografie di alcune crew di break dance. Ma dal 2000 le sue incursioni musicali sono molto varie, e si compongono di ben 24 lavori tra compilation ed album, non solo di genere hip hop.
Nel 2002 collabora a Mi Senti?, primo lavoro della band punk torinese Grind, in cui remixa e riarrangia alcuni brani, oltre a rappare su una traccia. Dal 2003 è rapper e dj del gruppo metal Ira. Nello stesso tempo continua il lavoro come Gatekeyz Prod.action lavorando per Ragazzi'n Gamba, Da Giantz, Strike MC, e con il progetto Underground People (Mastafive, Psyko Killa aka Contempla, Deal The Dihlyo e Steel Da Flux), pubblica il disco Volume 1. Infine produce in poche copie, molto richieste, il suo demo del 2004 Pace, amore e vaffanculo, in cui si diletta anche come rapper.
Nel 2005 pubblica la sua prima compilation ufficiale Dammi un Beat, successivamente lavora all'album di Clementino Napolimanicomio, di nuovo con Strike Mc per Prima di dormire, ed infine la composizione dei Gatekeyz con Ango Sprite, Deal The Dihlyo e Steel Da Flux, con cui produce il Maxi singolo Stai Tranquillo.
Mastafive, oltre a fare il DJ, è anche stato redattore di hiphop.it, scrive articoli per siti e riviste del settore, ed è organizzatore del contest di freestyle Tecniche Perfette.
Ad oggi gestisce uno studio di registrazione e mixaggio che si chiama B.M.Records, nome anche della label Torinese di cui è C.E.O.

## Discografia

### Album in studio
- 1994 - Gerstein - St. Anthony's Fire:  Primo lavoro di Mastafive, che cura parte della musica di uno tra gli artisti più sperimentali del periodo.
- 1997 - Rawl MC- La Notte E.P.
- 1998 - Gatekeepaz feat. Maory B. - Custodi del segreto: Il primo lavoro ufficiale dei Gatekeepaz
- 1999 - Gatekeepaz - Dietro il cancello
- 2001 - Rawl MC - Il mondo
- 2002 - Jacky Blu - Dolce Stile: Mastafive produce per l'MC trevigiano il brano Dolce come il sale
- 2002 - Ragazzi'n Gamba - Gioco da Soul: Il prodotto segna l'inizio della collaborazione che diventerà Da Giantz
- 2002 - MC Giaime - Incompatibile 1999 - 2002: partecipazione con i Gate Keepaz al brano 02
- 2003 - Jhanasky (Elektromasta) - The Fat Brother of Kerlin Krenzen: Demo dell'alter-ego elettronico di Mastafive,
- 2003 - Underground People - Volume 1: Raccolta di brani degli Underground People concepiti tra il 1999 ed il 2003,
- 2004 - Blood & Soul - L'Unica Risposta: produzione di 3 tracce
- 2004 - Da Giantz - Da Giantz: Primo lavoro del gruppo composto da Ragazzi'n Gamba, Biggagia2, Mastafive e Maschi Bianchi.
- 2004 - Simplytre - Semplice... mente: produce la traccia Pura connessione
- 2004 - Dawlaz - ijustwant: produzione della traccia Mona dawlaz
- 2004 - Pace, amore e vaffanculo: raccolta di brani di Mastafive tra il 1994 ed il 2004,
- 2004 - Malva & DJ Rex - Make Noize: Mastafive produce Voglio un suono e Certi giorni, in quest'ultimo rappa anche.
- 2005 - Lunatici - Primo Quarto
- 2005 - DJ Kamo - On The Real Vol.2
- 2005 - OneMic - Sotto la cintura: Mastafive produce il brano Nel cuore della terra
- 2006 - Clementino - Napoli Manicomio
- 2006 - Jhanasky - End Or Fine
- 2007 - Pula+ - Mia Fobia
- 2007 - Rayden - C.A.L.M.A.
- 2007 - Strike The Head - Prima di Dormire
- 2007 - Canebullo - Mani Sporche

### Singoli
- 2000 - Gatekeepaz feat. DJ Double S - Gate Metal Jacket
- 2001 - Mastafive - Fuga e Fiesta
- 2005 - I.R.A. - L'Infame
- 2006 - Gatekeyz - Stai Tranquillo

### Compilation e Mixtapes
- 1997 - Gatekeepaz - 7 WD (lo capisci l'italiano vol.1 - mixtape DJ Double S)
- 1997 - Maury B. - Dimensioni Mistiche (Natural Mistic Remix) - Hip Hop On The Top Volume 1
- 1998 - Gatekeepaz - Tecniche Perfette - Sampla'98
- 1998 - Back Wood Kids - 51a Chiusura - Sampla'98
- 1998 - Rawl MC feat. Mem-H-Ori - Pensieri - Sampla'98
- 2000 - Gatekeepaz Crew - Sedie in Circolo - Homies and Money
- 2001 - Mastafive - Mastafive lo fa - Hip Hop and Stop
- 2002 - Mastafive e BiggaGià2 - Messo COme sei - Da Bombz
- 2002 - DJ Lil Cut e DJ Walterix - Dinamyte soul Men - Diesel U Music
- 2004 - Deal The Dihlyo feat. DJ Double S - One Two - DB Magazine Sampler ..05
- 2003 - Underground People - Volume 1
- 2003 - Mastafive - Fanculo Nicola - Nucleo COmpatto vol.2
- 2004 - Mastafive - No Penzo - - Eblood R.Evolutionary Hits ..02
- 2004 - Mastafive e TRZTA - Tecniche Perfette 2004
- 2005 - Mastafive - Dammi un Beat
- 2005 - Gatekeyz feat. Blade & Faktor - Prospettive Atto Primo - Eblood R.Evolutionary Hits ..03
- 2006 - Da Giantz - Palla AL Piede - HipHop SOlidale
- 2006 - Ragazzi 'n Gamba - Quando Vieni - DJ Koma - Una Mole di MC's
- 2007 - TheNextOne - The Age Of Acquarius
- 2007 - Pula+ - Cosa vuoi da me - Monkey Bizness